# Fujio Akatsuka
Fujio Akatsuka (赤塚 不二夫 Akatsuka Fujio?, 14 de septiembre de 1935 - 2 de agosto de 2008) fue un conocido mangaka japonés. Nació en Rehe, Manchuria, hijo de una militar. Después de la guerra, se fue a vivir a la región de Niigata y posteriormente a Nara. Cuando tenía 19 años, se fue a vivir a la ciudad de Tokio. 

## Biografía
Mientras trabajaba en una fábrica de químicos, él acostumbraba dibujar mangas. Después, el estudio Tokiwa-so aceptó trabajar con él. En el año 1958, con su trabajo llamado Nama-chan (ナマちゃん), se hizo muy popular. Ganó el premio Shōgakukan en el año 1964 por Osomatsu-kun (Cosas de locos en España). Fujio era conocido por ser un gran fumador y bebedor. 
Akatsuka murió de una neumonía en Tokio.

## Obras

### Mangas más destacados
- Osomatsu-kun (おそ松くん?)
- Himitsu no Akko-chan (ひみつのアッコちゃん?)
- Tensai Bakabon (天才バカボン?)

## Asistentes
- Kunio Hase
- Mitsutoshi Furuya
- Kazuyoshi Torii
- Ken'ichi Kitami
- Yoshiko Tsuchida
- Kenichiro Takai
- Tsutomu Adachi

- Datos: Q958256
- Multimedia: Fujio Akatsuka / Q958256